# 汪培庄
汪培庄（1936年11月22日—2025年6月18日），男，湖北黄冈人。中国模糊数学家，北京师范大学教授。第八届全国政协委员。

## 生平
1936年11月22日生于湖北省黄冈县。1957年，北京师范大学数学系本科毕业，留校任教。1983年，升任教授。1986年，“模糊数学基础理论及其应用”获国家教委科技进步二等奖。1988年，由人事部授予“中青年有突出贡献专家”称号。1985年至1989年，兼任广州大学副校长。1993年，当选第八届全国政协委员。1998年10月退休。2012年至2021年，任辽宁工程技术大学智能工程与数学研究院院长。2004年，获国家科技进步奖二等奖。2019年，当选中国人工智能学会会士。2021年12月，获中国人工智能原始基础创新·特别贡献奖。2022年12月，当选国际信息技术与数量化管理学会院士。2025年6月18日凌晨3时26分在北京逝世。